# Bătălia de la Arras (1917)
Bătălia de la Arras a avut loc în timpul Primului Război Mondial, între 9 aprilie și 16 mai 1917, în apropierea orașului francez Arras. În urma bătăliei, care s-a purtat între trupele germane și trupele militare britanice, canadiene, neozeelandeze, australiene și din Newfoundland, aliații au reușit să ocupe înălțimea de lângă comuna Vimy din Franța de nord, ultima parte a bătăliei fiind numită în literatura engleză "Battle of Vimy Ridge".

## Combatanți
Trupele germane erau compuse de 12 divizii de infanterie, sub comanda lui Ludwig von Falkenhausen, iar trupele aliaților erau constituite din 18 divizii de infanterie și 5 divizii de cavalerie, aflate sub comanda lui Edmund Allenby și Henry Horne. Pierderile umane de partea germană se ridică până la 120.000 - 130.000, iar aliații au suferit o pierdere de peste 150.000 de soldați.